# Palpe

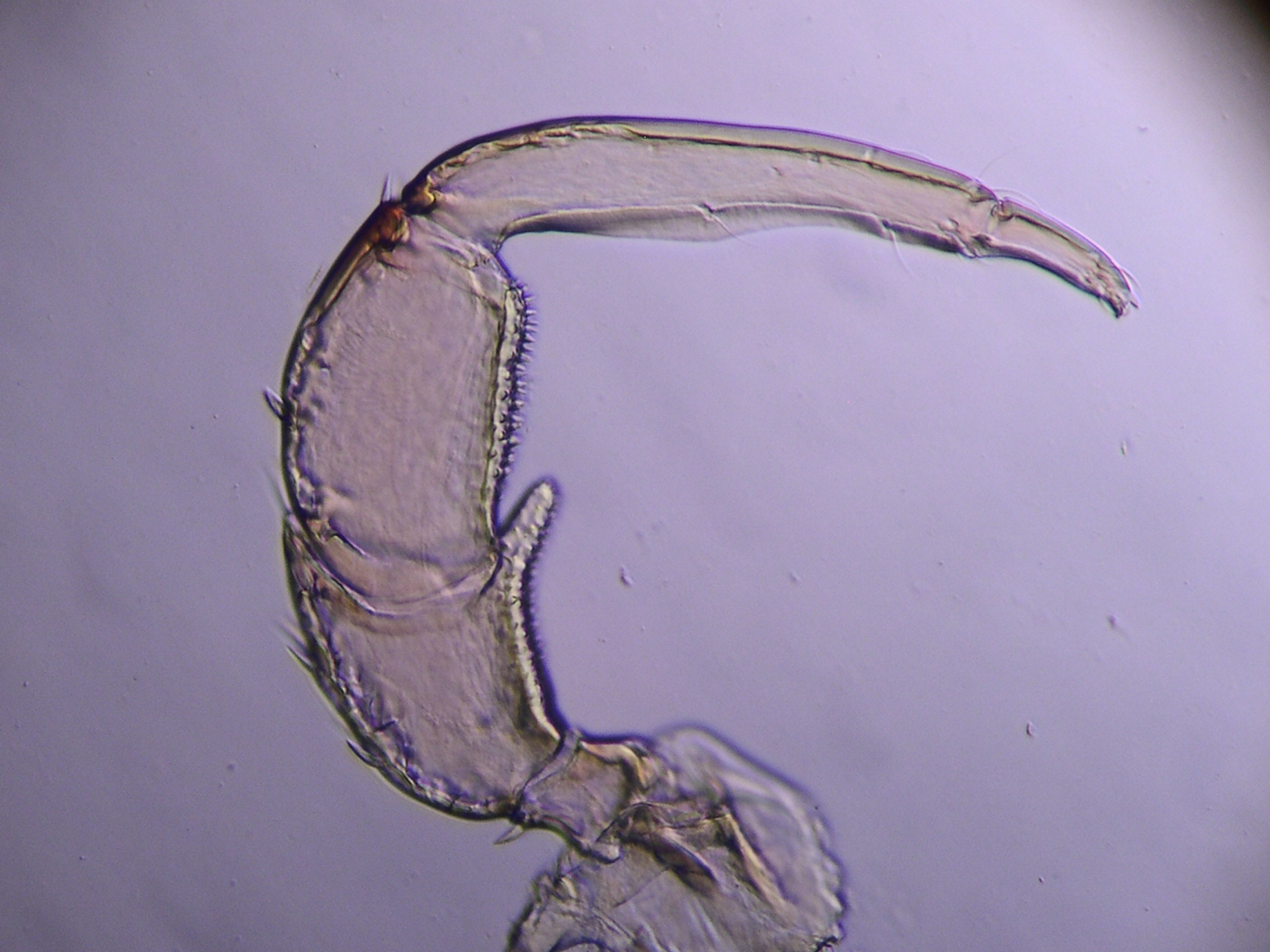
Palpe de Hygrobates fluviatilis (acarien aquatique)

Les palpes sont des pièces buccales chez les animaux protostomiens dont le rôle est essentiellement sensoriel. Ils sont porteurs de structures spécialisées, appelées sensilles, reliées au système nerveux central.
Chez les vers polychètes, il y a une paire de palpes autour de la bouche.
Chez les mollusques, par exemple chez la moule, la bouche est entourée par des palpes qui vont permettre d'amener les aliments vers la bouche.
Les palpes existent aussi chez les arthropodes ; on les compte notamment parmi les pièces buccales des insectes.
Chez les arachnides (acariens) par contre, les appendices « palpeurs » sont particuliers, ils partageant quelques analogies avec une patte (ou « pied »), notamment anatomiques, ce sont des pédipalpes. Ils sont homologues aux mandibules des insectes ou des crustacés.

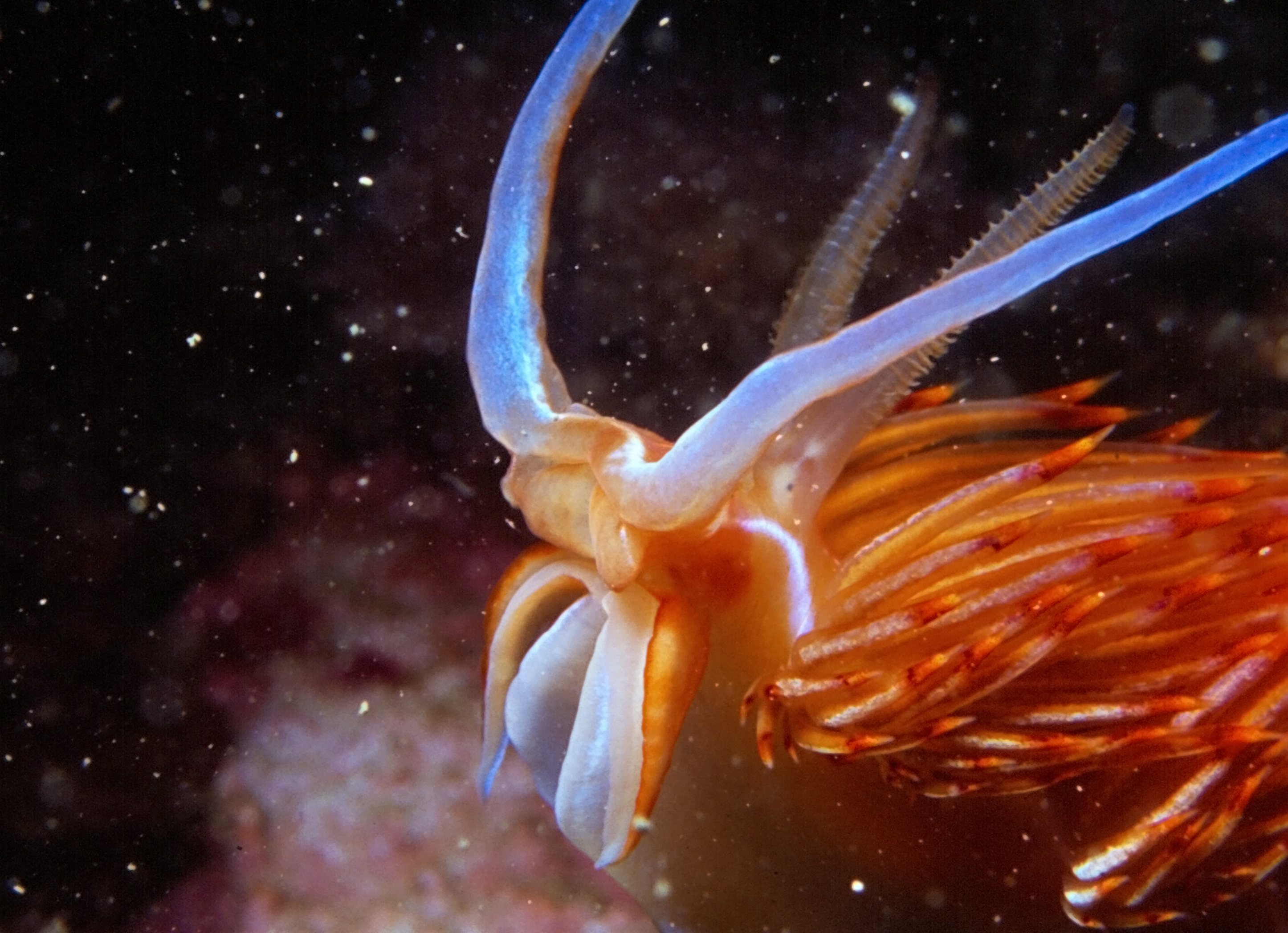
tête de Dondice banyulensis (mollusque nudibranche), avec les palpes relevés
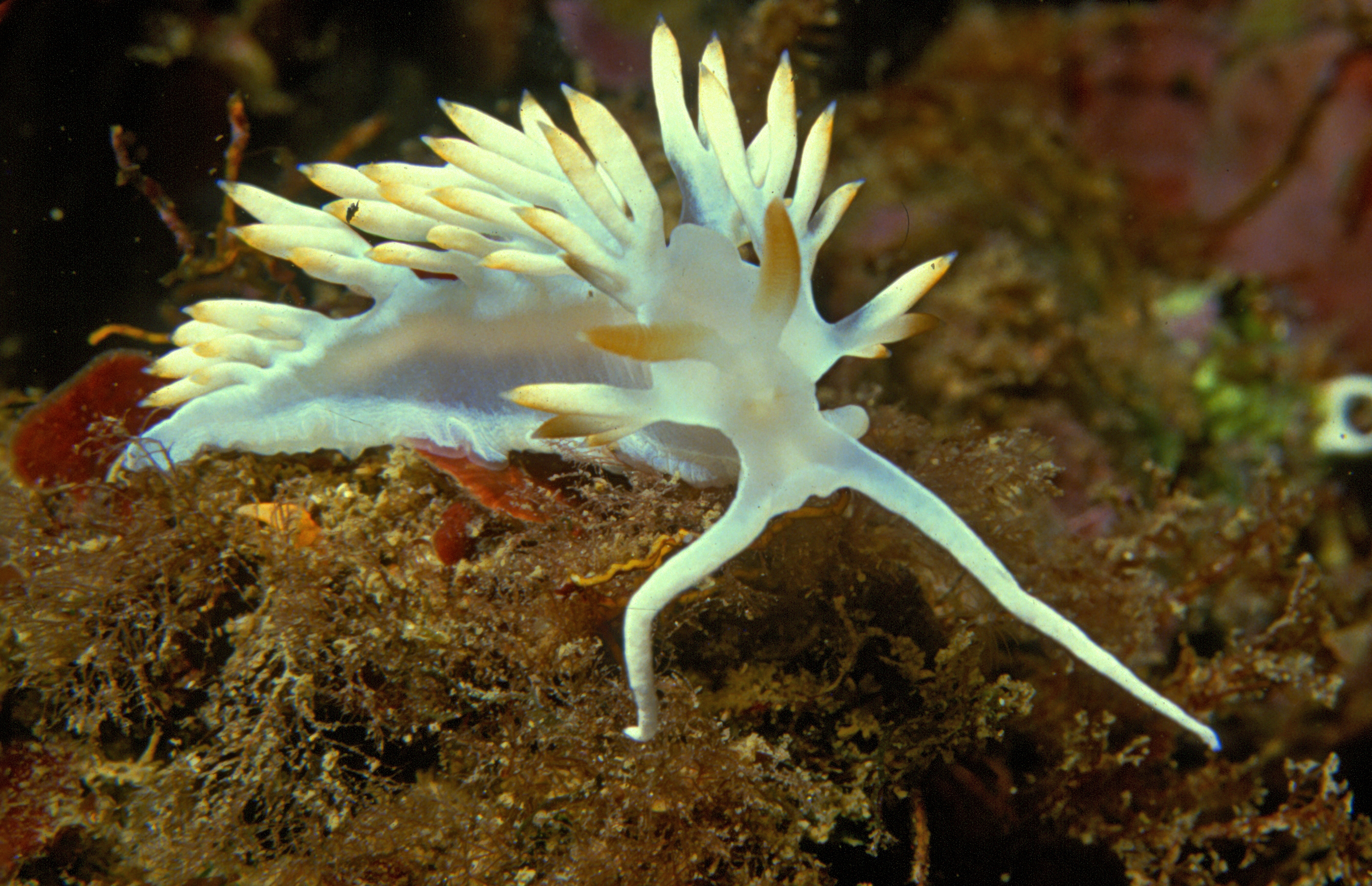
Principe d'utilisation des palpes